# Vigtorniella zaikai
Vigtorniella zaikai är en ringmaskart som först beskrevs av Kiseleva 1992.  Vigtorniella zaikai ingår i släktet Vigtorniella och familjen Chrysopetalidae. Inga underarter finns listade i Catalogue of Life.